# اختبار الإنجليزية كلغة أجنبية
التوفل (TOEFL بالإنجليزية أو Test of English as a Foreign Language) هو اختبار في اللغة الإنجليزية لغير الناطقين بها أو الذين يستعملونها كلغة ثانية لقياس درجة إتقانهم لها. هذا الامتحان مطلوب اجتيازه من الطلاب الأجانب في أكثر من 2400 كلية وجامعة داخل الولايات المتحدة الأمريكية وأماكن أخرى في العالم. يتم صياغة وكتابة هذا الامتحان بواسطة خدمة الاختبارات التعليمية الأمريكية (Educational Testing Service) في ولاية نيو جيرسي. يحتوي هذا الاختبار على 140 سؤالا مقسمة على أربعة أجزاء هي:
1. Listening Comprehension (الإدراك السمعي)
2. Structure and Written Expression (البنية اللغوية والتعابير الكتابية)
3. Reading Comprehension and Vocabulary (إدراك القراءة مفردات الكلمات)
4. Essay Writing (كتابة مقالة)

## النوع والمحتوى

### اختبار على شبكة الإنترنت
بدء تقديم هذا الاختبار في عام 2005 وجاء بدلاَ من الاختبار المحوسب والاختبار الورقي ولازال الامتحان الورقي يؤخذ حتى الآن. بدا امتحان التوفل على شبكة الإنترنت على مراحل في الولايات المتحدة الامريكيه، كندا، فرنسا، ألمانيا وإيطاليا في عام 2005. وفي بقية انحاء العالم في عام 2006.

#### الإدراك السمعي
في القسم الأول وهو Listening Comprehension بمعنى الإدراك السمعي يقوم الطالب بالاستماع إلى صوت مسجل بين شخصين أو أكثر في جو أكاديمي لمدة 30 إلى 40 دقيقة، غالبا ما تكون الأسئلة من قال...؟ وما نوع الكلام؟. يقوم بالإجابة على 50 سؤال مقسمة على ثلاثة أجزاء:
- الحوارات الطويلة (7-8 أسئلة): في هذا القسم يختار الطالب الاجابات الصحيحة لأسئلة متسلسلة عن حوار طويل مسموع بين شخصين.
- الكلام القصير (12-13 سؤال): هنا يختار الطالب الاجابات الصحيحة لأسئلة متسلسلة عن كلام مسموع أو خطاب يقدمه شخص واحد.

#### البنية اللغوية والتعابير الكتابية
القسم التالي وهو Structure and Written Expression أي البنية اللغوية والتعابير الكتابية وهو امتحان في البنية اللغوية والتعابير الكتابية للغة الإنجليزية، وهو لاختبار الطالب في القواعد الإنجليزية. في هذا القسم يجيب الطالب عن أربعين سؤالا في خمسة وعشرين دقيقة، يتفرع هذا القسم بدوره إلى قسمين فرعيين:
- البنية اللغوية (Structure): يتكون هذا القسم من 15 سؤالا، ويختار الممتحن التكملة القواعدية الصحيحة لجمل بأجزاء ناقصة.
- التعابير الكتابية (Written Expression): يتكون هذا القسم من 25 سؤالا، ويختار الممتحن الأجزاء غير الصحيحة من جمل كاملة.

#### ادراك القراءة والكلمات المفردات
القسم الثالث وهو Reading Comprehension and Vocabulary بمعنى إدراك القراءة والكلمات المفردات يفحص قوة الطالب اللغوية في مجال القراءة ومعرفة معاني الكلمات المفردات. في هذا القسم يجيب الممتحن على 50 سؤالا عن خمس أو ست فقرات كتابية تحتوي حوالي 300 كلمة في مدة أقصاها 55 دقيقة. عادة ما تكون الأسئلة عن مضمون الفقرات، المغزى الذي يقصده الكاتب أو عن الأفكار المطروحة، ويوجد أيضا بعض الأسئلة عن كلمات مفردات واردة في الفقرات...

#### كتابة مقالة
القسم الرابع Essay Writing أو Test of Written English أي كتابة مقالة وهو لاختبار مهارة الطالب الكتابية وقوته في استعمال كلمات اللغة الإنجليزية. يطلب من الممتحن في هذا القسم كتابة مقالة عن أي موضوع عام ومن ثم رأي الكاتب فيه مدعما بأسباب محددة في فترة 30 دقيقة فقط.

## قاعات امتحان التوفل
قاعات الامتحان هي القاعات المعتمد من قبل خدمة الاختبارات التعليمية الأمريكية، وهي القاعات الوحيدة التي يمكن إجراء الامتحان ضمنها. تقوم شركة البرومترك الأمريكية بفحص هذه القاعات واعتمادها لأغراض الامتحانات المختلفة. ضمن هذه القاعات يمكنها عقد أكثر من نوع امتحان مثل التوفل، الجي آر أي، إم كات، وغيرها من الامتحانات التي تسيطر على أدائها شركة خدمة الاختبارات التعليمية الأمريكية.

## رسوم التوفل
يختلف سعر التوفل من دولة إلى أخرى ويعتمد بشكل أساسي على دخل المواطن تلك الدولة. أقل سعر هو 160 دولار وأعلى سعر هو 250 دولار. يمكن أن يضاف إلى سعر التوفل تكاليف إضافية مقابل خدمات إضافية. هذه التكاليف كالتالي:
- 35 دولار رسوم التأخر في التسجيل وذلك عندما يكون التسجل ضمن آخر 3 أيام عمل قبل الامتحان.
- 60 دولار وذلك مقابل تغير موعد الامتحان.
- 20 دولار وذلك مقابل طلب دراسة اعتماد علامة توفل تم الغائها.
- 19 دولار مقابل طلب كشف علامات إضافي لإرساله إلى أحد الجامعات.
- 80 دولار إعادة تصحيح القسم الكتابي
- 160 دولار، إعادة تصحيح كل من القسم الكتابي والشفهي.
- 20 دولار رسوم إعادة الشيكات الشخصية.